# Fogars de Montclús
Fogars de Montclús és un municipi de la comarca del Vallès Oriental.
Està situat en el vessant sud del Massís del Montseny. Forma part de la subcomarca del Baix Montseny. La capital del municipi és Mosqueroles.

## Geografia
- Llista de topònims de Fogars de Montclús (Orografia: muntanyes, serres, collades, indrets..; hidrografia: rius, fonts...; edificis: cases, masies, esglésies, etc).

Tot i que té un nucli de població petit, la zona compta amb una important activitat turística, amb força restaurants, hotels, càmpings, àrees d'esplai, cases de colònies, escoles de natura, i és en aquest terme on s'ubiquen les oficines centrals del Parc Natural del Montseny.
Presenta un gran desnivell, ja que passa dels 200 m d'altitud en la riera del Pertegàs fins als 1.712 m que fa el Turó de l'Home, el pic més alt del Montseny. Per aquest motiu, la vegetació és molt diversa; en destaquen l'alzina, l'alzina surera i el pi pinyer en la part més baixa i, més amunt, l'alzina, el roure i el faig.
Un fet curiós és el canvi de denominacions que rep una riera que va canviant de nom segons per on passa. Neix als 1.440 metres d'altitud com el Sot de l'Infern; més avall rep el nom de Riera de Ciuret; en l'arribar a Mosqueroles, pren el nom del Rifer i quan deixa el terme de Fogars de Montclús, als 200 metres d'altitud, s'anomena Riera de Pertegàs.

## Demografia
| Entitat de població   | Habitants (2023) |
| Mosqueroles           | 152              |
| el Pertegàs           | 125              |
| la Costa del Montseny | 120              |
| Fogars de Montclús    | 41               |
| el Rieral             | 37               |
| Santa Fe de Montseny  | 7                |
| Font: Idescat         |                  |

| 1497 f | 1515 f | 1553 f | 1717 | 1787 | 1857  | 1877 | 1887 | 1900 | 1910 |
| ------ | ------ | ------ | ---- | ---- | ----- | ---- | ---- | ---- | ---- |
| 45     | 40     | 36     | 445  | 477  | 1.020 | 791  | 801  | 811  | 801  |

| 1920 | 1930 | 1940 | 1950 | 1960 | 1970 | 1981 | 1990 | 1992 | 1994 |
| ---- | ---- | ---- | ---- | ---- | ---- | ---- | ---- | ---- | ---- |
| 762  | 751  | 912  | 664  | 586  | 360  | 275  | 278  | 247  | 247  |

| 1996 | 1998 | 2000 | 2002 | 2004 | 2006 | 2008 | 2010 | 2012 | 2014 |
| ---- | ---- | ---- | ---- | ---- | ---- | ---- | ---- | ---- | ---- |
| 313  | 309  | 350  | 365  | 395  | 437  | 459  | 455  | 442  | 482  |

| 2016 | 2018 | 2020 | 2022 | 2024 | 2026 | 2028 | 2030 | 2032 | 2034 |
| ---- | ---- | ---- | ---- | ---- | ---- | ---- | ---- | ---- | ---- |
| 462  | 466  | 475  | 493  | 502  | -    | -    | -    | -    | -    |

## Llocs d'interès

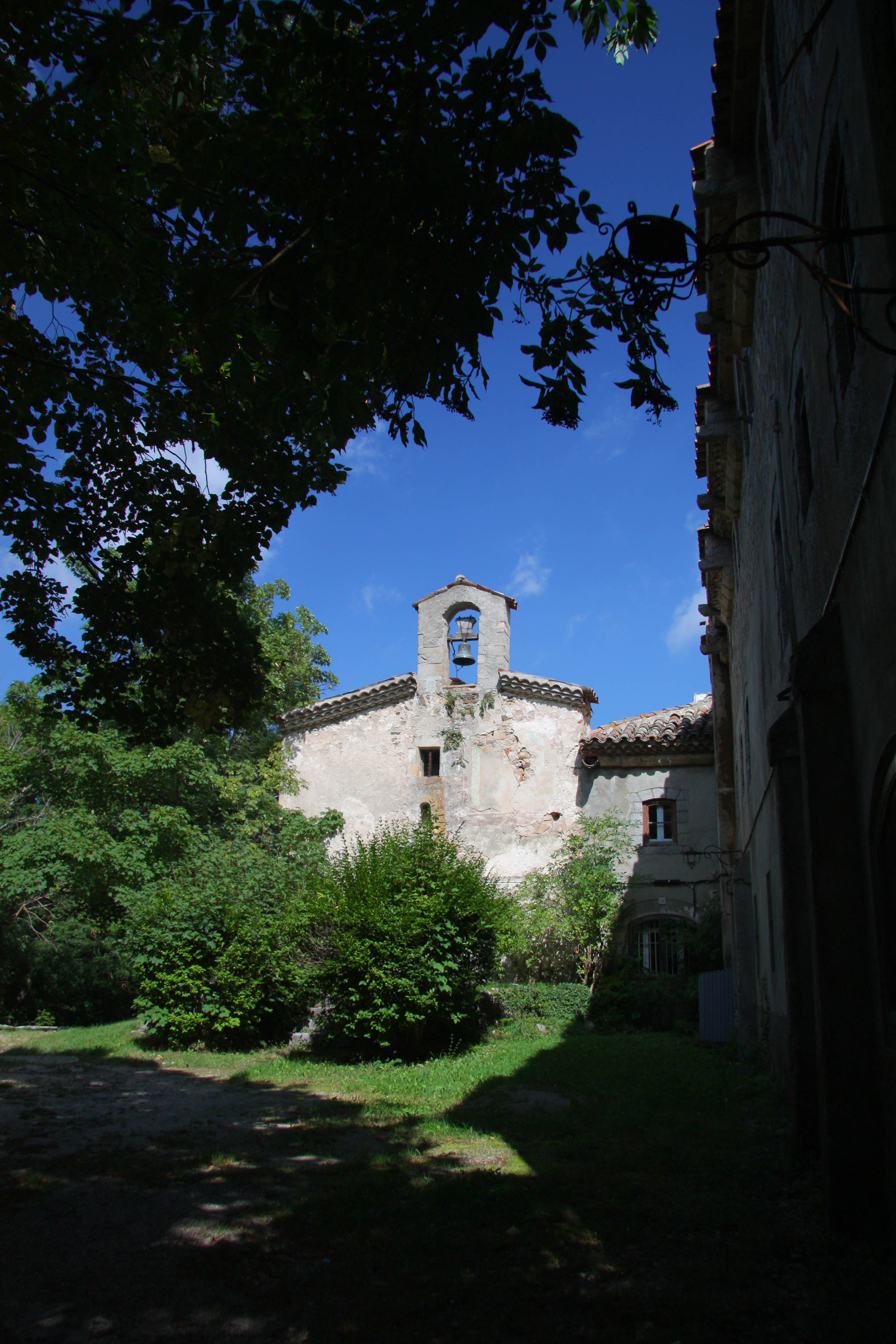
Ermita de Santa Fe del Montseny

Compta amb un patrimoni de petites esglésies:
- Sant Cristòfol de Fogars, romànica.
- Sant Esteve de la Costa, a la Costa de Montseny. Romànica, del segle xii, guarda una imatge gòtica de la Mare de Déu dels Àngels del segle xiv.
- Santa Maria de l'Illa o Sant Roc (segle xii).
- Sant Martí de Mosqueroles, amb peces d'orfebreria del segle xvi i segle xvii.
- Ermita de Santa Magdalena (segle xi).
- Ermita de Santa Fe del Montseny, documentada el 1231.